# Il palazzo e la fortezza
Il palazzo e la fortezza (Дворец и крепость, Dvorec i krepost') è un film muto del 1924 diretto da Aleksandr Ivanovskij, tratto dal romanzo Vestiti di pietra di Ol'ga Forš.

## Trama
Il film narra la vicenda storica dell'ex-ufficiale di cavalleria Michail Stepanovič Bejdeman, imprigionato nel 1861 nella fortezza Pietro e Paolo di San Pietroburgo con l'accusa, basata su scarsi indizi, di aver voluto attentare alla vita dell'imperatore Alessandro II. Dopo ventuno anni di reclusione, ormai folle, Bejdeman morì di tisi nel 1887 in un manicomio di Kazan'.
Il palazzo cui il titolo si riferisce è il Palazzo d'inverno, sede dello zar e della corte imperiale.

## Critica
Nel film di Ivanovskij fu utilizzata per la prima volta, nel cinema sovietico, la tecnica del montaggio a contrasto, alternando scene che si svolgono nella reggia con quelle ambientate della fortezza. Così, a una sontuosa festa danzante di eleganti nobili nel palazzo, si alterna la scena in cui a Bejdeman viene infilata la camicia di forza nella sua cella d'isolamento, o dopo la ripresa in primo piano dei piccoli piedi delle ballerine impegnate in un balletto, viene mostrato il prigioniero Nečaev incatenato nella fortezza.
L'inglese Alexander Wicksteed, residente a Mosca negli anni Venti, vide il film e lo commentò: « [...] la fotografia lascia molto a desiderare, ma l'eccellenza della regia lo rende uno dei migliori film che abbia mai visto. L'eroe è un giovane ufficiale aristocratico [...] lo vediamo lentamente incamminarsi verso la follia e la morte [...] viene prodotta l'impressione di un lentissimo trascorrere del tempo e lo spettatore sente veramente di passare col protagonista anni interminabili in quell'orribile luogo [...] Poi, sul finire, quando ci si sente quasi sopraffatti dal peso di un dolore sconsolato in un mondo perfido, appare sullo schermo un gruppo di bimbi che gioca, dopo la Rivoluzione, su uno dei bastioni di quella fortezza [...] e il pubblico sente allora che tutto ormai è finito per sempre. È in assoluto il brano di propaganda più efficace che io abbia mai visto. »